# Wikipedia tureckojęzyczna
Wikipedia tureckojęzyczna (tur. Türkçe Vikipedi) – tureckojęzyczna edycja Wikipedii uruchomiona 5 grudnia 2002.

## Blokada tureckojęzycznej Wikipedii
Pod koniec kwietnia 2017 roku władze Turcji zablokowały dostęp do Wikipedii tureckojęzycznej na terytorium całego kraju. O blokadzie poinformował szef organu ds. informacji o komunikacji, nie uzasadniając swej decyzji. Wkrótce po blokadzie w tureckich mediach pojawiła się informacja, że zablokowano Wikipedię, gdyż odmówiono usunięcia treści, które (według władz) promują przemoc i sugerują, że władze Turcji są powiązane z organizacjami terrorystycznymi. W grudniu 2017 roku minister transportu, spraw morskich i komunikacji Turcji, Ahmet Arslan poinformował, że Wikipedia tureckojęzyczna jest używana do obrazy Mustafy Kemala Atatürka i z tego powodu wprowadzono blokadę dostępu do encyklopedii. Trybunał Konstytucyjny Turcji orzekł 26 grudnia 2019, powołując się na wolność słowa, że blokada dostępu do Wikipedii jest nieprawna. Blokadę Wikipedii w Turcji zniesiono 15 stycznia 2020.